# Humanity space. International almanac
englisch Humanity space. International almanac, russisch Гуманитарное пространство. Международный альманах, ist eine multidisziplinäre peer-reviewed wissenschaftliche Zeitschrift mit freiem Zugang.

## Geschichte
Das Magazin wurde 2012 gegründet. Die Publikation entsprach von Anfang an den internationalen Standards für Peer Review und Veröffentlichung. Als Hauptaufgabe sieht die Zeitschrift die objektive Darstellung der Ergebnisse der Grundlagen- und angewandten Forschung im Wissenschaftsbereich und im nahen und fernen Ausland.

## Abstraktion und Indizierung
Alle Papiere werden in ZooBank registriert und in Zenodo archiviert. Die Zeitschrift ist in The Zoological Record, Index Copernicus, ERIH PLUS zusammengefasst und indexiert.

## Zeitschriftenautoren
Im Laufe der Jahre arbeiteten führende russische Wissenschaftler mit der Zeitschrift zusammen: Literaturwissenschaftler und Philologen – Yu. V. Mann, E. I. Ivanova, Ágnes Dukkon (Q4170394); Entomologen, einer der führenden Experten für die Weltfauna von Cerambycidae, Scarabaeidae, Bupristidae, Curculionidae, Carabus und anderen Insektengruppen – M. L. Danilevsky, A. Barsevskis, I. Rapuzzi, P. Rapuzzi, M.-Y. Lin, A. I. Miroshnikov, M. Slama, A. A. Gusakov, M. Yu. Kalashyan, V. Yu. Savitsky; Lehrer, Psychologen, Kulturexperten - S. N. Govrov, A. D. Zharkov, V. P. Podvoisky, L. V. Shkolyar, A. I. Shcherbakova, Philosophen und Theologen - A. I. Arnoldov, L. P. Pechko, S. M. Olenev, Metropolit Nikolai (Pachuashvili), Abt Serapion (Mitko), Hieromonk Lev (Sklyarov), Hierodeacon Moses (Semyannikov), Zosima (Davydov), Bischof von Jakutsk und Lensky usw.